# Platysoma chinense
Platysoma chinense är en skalbaggsart som beskrevs av Lewis 1894. Platysoma chinense ingår i släktet Platysoma och familjen stumpbaggar. Inga underarter finns listade i Catalogue of Life.